# Vísperas de Ciudad Real
Las procesiones de Vísperas son aquellas realizadas en el período de Cuaresma antes de la Semana Santa o Semana de Pasión.
Tienen su origen en los viacrucis parroquiales que se organizaban en distintas ciudades para meditar los venideros días de la Pasión de Jesucristo, fundamento de la fe cristiana.
En Ciudad Real existen dos procesiones de vísperas:
- El Domingo de Pasión (domingo anterior al de Ramos) tiene lugar la procesión con la venerada imagen de Jesús Nazareno desde la Parroquia de San Pedro. Tiene lugar en la tarde del domingo, aunque hasta el año 2005 esta procesión se realizaba en la mañana del Domingo de Pasión. Actualmente, y debido al trabajo de la Junta de Gobierno de esta hermandad, se ha convertido en una concurrida manifestación de fe popular.[2]

- El Viernes de Dolores tiene lugar la procesión de la Virgen de los Dolores de Santiago, conocida popularmente como la Perchelera, que recorre las calles de su barrio anunciando a toda Ciudad Real la proximidad de las fechas de la Pasión, Muerte y Resurrección de su Hijo.[2]